# Baile do Menino Deus
Baile do Menino Deus é um auto de Natal escrito por Ronaldo Correia de Brito e Francisco Assis Lima, com músicas de Antônio Madureira. Foi encenada pela primeira vez no dia 12 de novembro de 1983, no Teatro Valdemar de Oliveira, Recife.
A obra se opõe à maciça difusão, no Brasil, do imaginário natalino de inspiração europeia. Em vez de papais-noéis, renas e trenós, o musical leva ao palco figuras típicas da cultura popular nordestina, como o Mateus, o Jaraguá, o bumba meu boi, ou os caboclinhos, todos embalados por canções originais, inspiradas nos ritmos e nas tradições da região.

## Sinopse
A história gira em torno de uma festa que vai acontecer, tendo os brincantes como personagens que seguem de casa em casa e um palhaço, Mateus, conduzido a narrativa. Na peça o Natal não valoriza as compras nem a comilança da festa, mas elege, como foco principal, o Menino Deus e o que ele representa, como símbolo do renascimento e da esperança.